# Ian Gomez

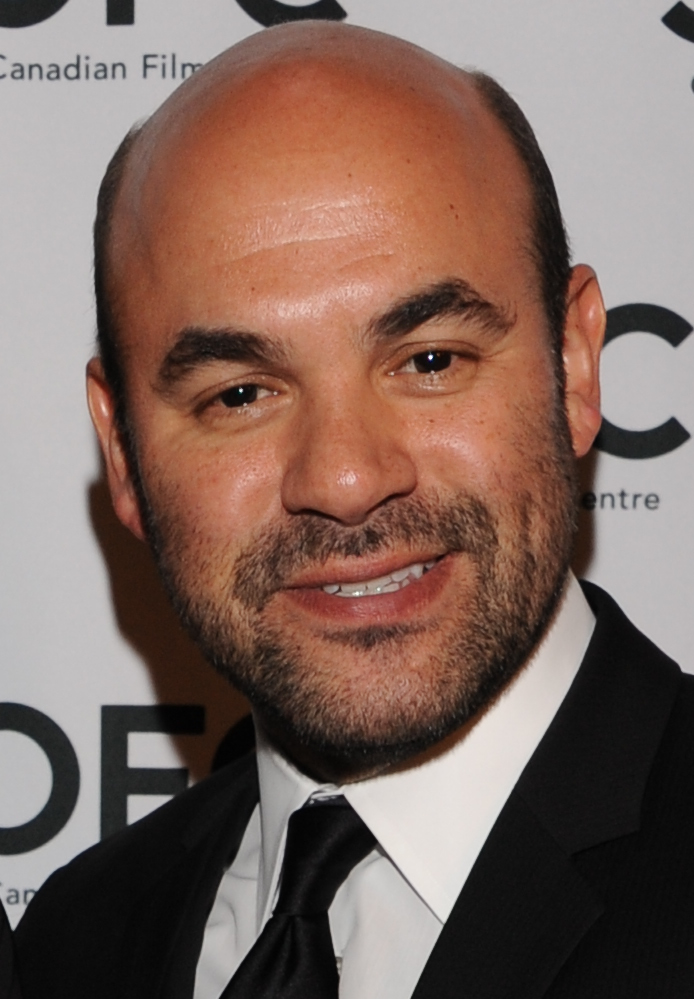
Ian Gomez (2012)

Ian Gomez (* 27. Dezember 1964) ist ein US-amerikanischer Schauspieler. Bekannt wurde er als Munson in der Fernsehserie Lost.

## Leben
Gomez wurde in New York City als Sohn eines Schauspielers und einer Tänzerin geboren. Er war ab 1993 und bis zur Scheidung 2018 mit der Schauspielerin und Drehbuchautorin Nia Vardalos verheiratet, die die weibliche Hauptrolle in der Komödie My Big Fat Greek Wedding spielte, welche auf den Ereignissen dieser Eheschließung basierte. Ian spielte in diesem Film „Mike“, den besten Freund der männlichen Hauptfigur.
Das Paar spielte auch gemeinsam in der Krimikomödie Connie und Carla. Gomez hat puerto-ricanische und russisch-jüdische Vorfahren und wechselte später zur griechisch-orthodoxen Kirche, als er Vardalos heiratete.
Nach kleineren Rollen startete Gomez seine Karriere 1995 bei der US-amerikanischen Comedy-Serie Drew Carey Show. Von 2009 bis 2015 spielte er eine Hauptrolle in der Comedy-Serie Cougar Town.

## Filmografie (Auswahl)
Film
- 1993: Excessive Force
- 1993: Rookie of the Year
- 1997: Zwei Singles in L.A. (Til There Was You)
- 1997: Courting Courtney
- 1999: EDtv
- 2001: The Center of the World
- 2001: Almost Salinas
- 2002: My Big Fat Greek Wedding – Hochzeit auf griechisch (My Big Fat Greek Wedding)
- 2002: Prince Charming (Meet Prince Charming)
- 2002: Get A Clue
- 2003: Street of Pain
- 2003: Chasing Papi
- 2003: Dickie Roberts: Kinderstar (Dickie Roberts: Former Child Star)
- 2004: Connie und Carla
- 2004: The Last Shot – Die letzte Klappe (The Last Shot)
- 2005: Getting To Know You
- 2005: Underclassman
- 2006: You Did What?
- 2009: My Life in Ruins
- 2009: My Big Fat Greek Summer (My Life in Ruins)
- 2010: Love Shack
- 2014: The Secret – Ein tödliches Geheimnis (Free Fall)
- 2019: Der Fall Richard Jewell (Richard Jewell)

Fernsehen
- 1993: Missing Persons
- 1995: Eine schrecklich nette Familie (Married… with Children)
- 1995: Murphy Brown
- 1995–2004: Drew Carey Show (The Drew Carey Show)
- 1998: Melrose Place
- 1998: Smart Guy
- 1998–2002: Felicity
- 1999: Whose Line Is It Anyway?
- 1999: The Norm Show
- 2001: Nikki
- 2001: Danny
- 2002: Lass Dir was einfallen! (Get a Clue)
- 2002: New York Cops – NYPD Blue (NYPD Blue)
- 2002: Lass es, Larry! (Curb Your Enthusiasm)
- 2003: Exit 9
- 2003: Lucky
- 2003: The Lyon’s Den
- 2004: George Lopez’
- 2005: Jake in Progress
- 2006: Lost
- 2006: Campus Ladies
- 2007: The Beast
- 2007: Heroes
- 2007: My Boys
- 2008: Rita Rocks
- 2009: Life
- 2009–2015: Cougar Town
- 2009: True Jackson (True Jackson, VP)
- 2011: Royal Pains
- 2016–2017: Supergirl
- 2017: Fresh Off the Boat
- 2019: Man with a Plan
- 2019: Superstore
- 2020: American Housewife
- 2022: Single Drunk Female
- 2023: Die Goldbergs

## Auszeichnungen
- 2000: Sonderpreis bei den ALMA Awards für seine Rollen in Drew Carey Show, The Norm Show und Felicity